# 地底湖

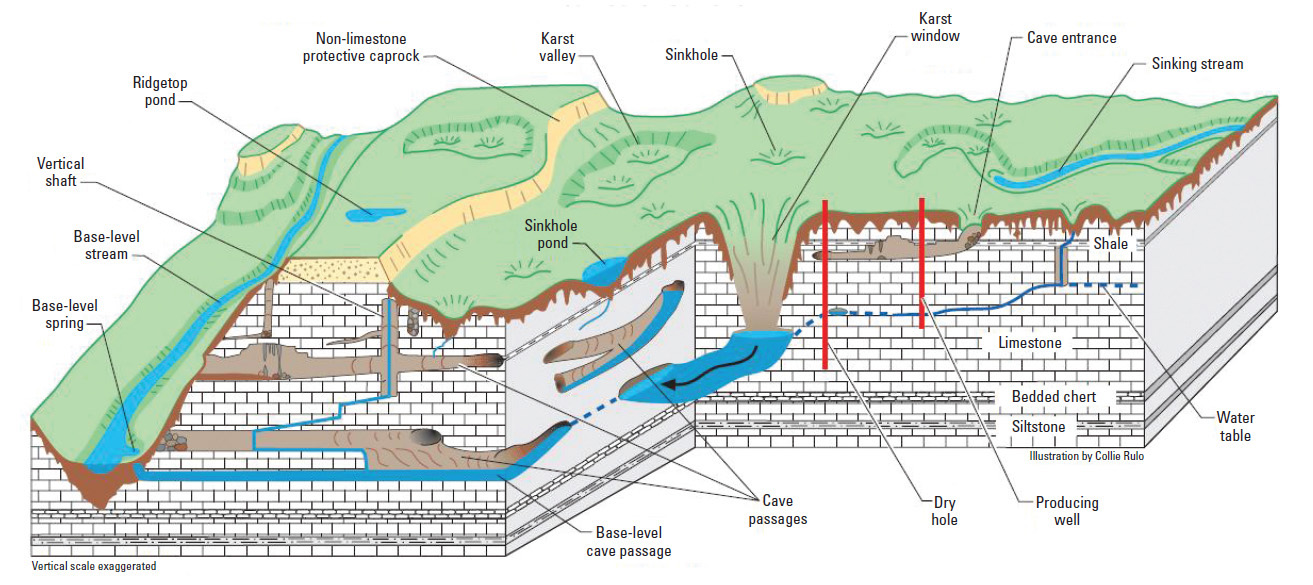
カルスト地形における用語説明。

地底湖（ちていこ）とは、地表の下にある湖である。地球以外では、火星や他天体などにも存在する可能性が示唆される。
- 地形についての「地底湖」については湖沼を参照。
- 地底湖を潜水探査する活動については洞窟潜水を参照。

## 地球上の著名な地底湖
世界最大の地下湖はナミビアのドラゴンズブレス洞窟に所在し、地表からマイナス100メートル、面積は約2ヘクタール、深さは205メートルである。
世界最大の地下温泉湖は、アルバニアにあるニューロン湖である。地表から127メートル、長さ138メートル、幅42メートル、総周囲345メートル、水深7.46メートル。